# Prosthemiella formosa
Prosthemiella formosa är en svampart som beskrevs av Sacc. & Malbr. 1881. Prosthemiella formosa ingår i släktet Prosthemiella, divisionen sporsäcksvampar och riket svampar.   Inga underarter finns listade i Catalogue of Life.